# Straßenbahn Parla
Die spanische Stadt Parla in der Provinz Madrid besitzt seit 2007 eine auf einer Ringlinie verkehrende Straßenbahn. Die Spurweite beträgt 1435 Millimeter. Auf eine Kompatibilität mit anderen Straßenbahnstrecken der Region Madrid wird geachtet.

## Geschichte
Die Planungen zum Bau der Straßenbahn gingen von der Stadtverwaltung aus. Eröffnet wurde der erste Abschnitt am 6. Mai 2007 und der zweite Abschnitt am 8. September 2007.
Die Straßenbahn Parla besteht aus einer ringförmigen Strecke mit 15 Haltestellen, die sich in einem mittleren Abstand von 500 Metern befinden. Die Strecke ist insgesamt 8,3 km lang. Sie verfügt über Umsteigemöglichkeiten an der Haltestelle Parla Centro zum Bahnhof Parla der Cercanías Madrid.

## Unternehmen

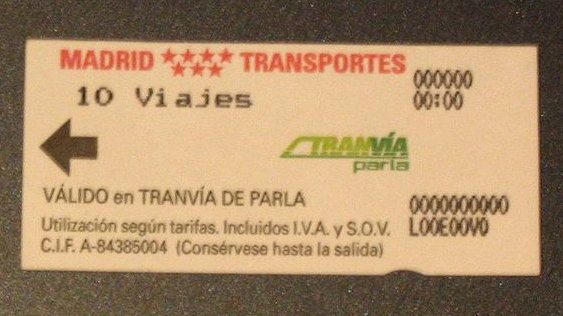
Fahrausweis für 10 Fahrten (Wert 7 €).

Die Tramway de Parla S.A. wurde mittels Konzessionsvertrag mit dem Bau, der Finanzierung, dem Erwerb von Fahrzeugen, dem Betrieb und der Instandhaltung der Straßenbahn der Stadt Parla für einen Zeitraum von 40 Jahren beauftragt. Das Unternehmen ist ein Gemeinschaftsunternehmen von Globalvia Infraestructuras (85 %) und Unicaja Banco (15 %).

## Kapazität
Die Kapazität der Bahnen beträgt 182 Personen, vergleichbar mit drei Stadtbussen. Eingesetzt wird die Niederflur-Gelenkstraßenbahn Alstom Citadis 302, die auch in Barcelona, Murcia, auf Teneriffa und bei der Stadtbahn Madrid verwendet wird.